# Herdoniini
Tribu
Les Herdoniini sont une tribu d'insectes hémiptères hétéroptères (punaises) de la famille des Miridae et de la sous-famille des Mirinae.

## Liste des genres
- Barberiella Poppius, 1914
- Closterocoris Uhler, 1890
- Cyphopelta Van Duzee, 1910
- Dacerla Signoret, 1881
- Heidemanniella Poppius, 1914
- Mexicomiris Carvalho & Schaffner, 1974
- Paradacerla Carvalho and Usinger, 1957
- Paraxenetus Reuter, 1907